# Jean de Schelandre
Jean de Schelandre (ou Schélandre), seigneur de Tailly et de Vindebourse, dit Daniel d'Anchères, né le 10 février 1584 à Jametz et mort le 18 octobre 1635 à Soumazannes (Meuse), est un militaire, auteur dramatique et poète lorrain.

## Biographie
Né de parents calvinistes dans une famille d'officiers, il fait ses armes en Hollande puis, simple soldat dans l'armée de Turenne, il gravit tous les grades rapidement.
Poète très original, élève de Ronsard et de du Bartas, il laisse une tragédie, Tyr et Sidon, son œuvre maîtresse, ainsi qu'un recueil de poèmes et un ouvrage de piété.

## Œuvres
- Tyr et Sidon, ou les Funestes amours de Belcar et Méliane (1608), tragédie, remaniée en 1628 avec une préface de François Ogier Texte en ligne [PDF] (texte)
- Mélanges poétiques (1608)
- La Stuartide, poème (1611)
- Les Sept Excellents tableaux de la pénitence de Saint Pierre, ouvrage de piété (1636)
- Amours d'Anne (1993)

## Pour approfondir